# Койккюла
Ко́йккюла (эст. Koikküla), на местном наречии Ко́йккюля, исторически также  Ко́овакюля — деревня в волости Валга уезда Валгамаа, Эстония.
До реформы местных самоуправлений Эстонии 2017 года входила в состав волости Тахева (упразднена).

## География и описание
Расположена в южной части Эстонии, в 15 километрах к юго-востоку от уездного и волостного центра — города Валга, у шоссе Выру—Мынисте—Валга. Высота над уровнем моря — 78 метров.
В южной части деревни расположено озеро Пюгери, на северо-востоке — часть озера Ахеру-Мудаярв, там же деревня имеет границу с озером Ахеру протяжённостью около полукилометра.
Ранее в деревне работала станция железной дороги Валга—Мынисте—Апе—Алуксне—Гулбене.
Климат умеренный. Официальный язык — эстонский. Почтовый индекс — 68015.

## Население
По данным переписи населения 2021 года, в Койккюла насчитывалось 111 жителей, из них 94 (84,7 %) — эстонцы.
По состоянию на 1 января 2020 года в деревне насчитывалось 129 жителей: 56 женщин и 73 мужчины; 86 человек трудоспособного возраста (15–64 года), 15 детей в возрасте до 15 лет и 28 человек пенсионного возраста (65 лет и старше).
По данным переписи населения 2011 года, в деревне проживали 165 человек, из них 149 (90,3 %) — эстонцы.
Численность населения деревни Койккюла:
| Год  | 1959 | 1970  | 1979  | 1989  | 2000  | 2011  | 2017  | 2018  | 2019  | 2020  | 2021  |
| ---- | ---- | ----- | ----- | ----- | ----- | ----- | ----- | ----- | ----- | ----- | ----- |
| Чел. | 366  | ↗ 395 | ↘ 258 | ↘ 254 | ↘ 239 | ↘ 165 | ↘ 150 | ↘ 146 | ↘ 144 | ↘ 129 | ↘ 111 |

## История
В письменных источниках 1541 года упоминается Koyuenkul (вакус — податная единица), 1582 года — Koiwekilla, 1627 года — Koywa, 1688 года — Koikyllhoff, 1716 года — Kowa Külla wallast, 1798 года —  Koikül, Kowakülla M.
В XVI столетии была основана мыза Адзель-Койкюль (Koyenkul, нем. Köckel, Adsel-Koikül, Койккюла, эст. Koikküla mõis). В немецком и русскоязычном названиях всегда добавлялось Adsel-, чтобы отличить её от мызы Альт-Койкюль (нем. Alt-Koiküll-Kirrumpäh, Вана-Койола, эст. Vana-Koiola mõis).

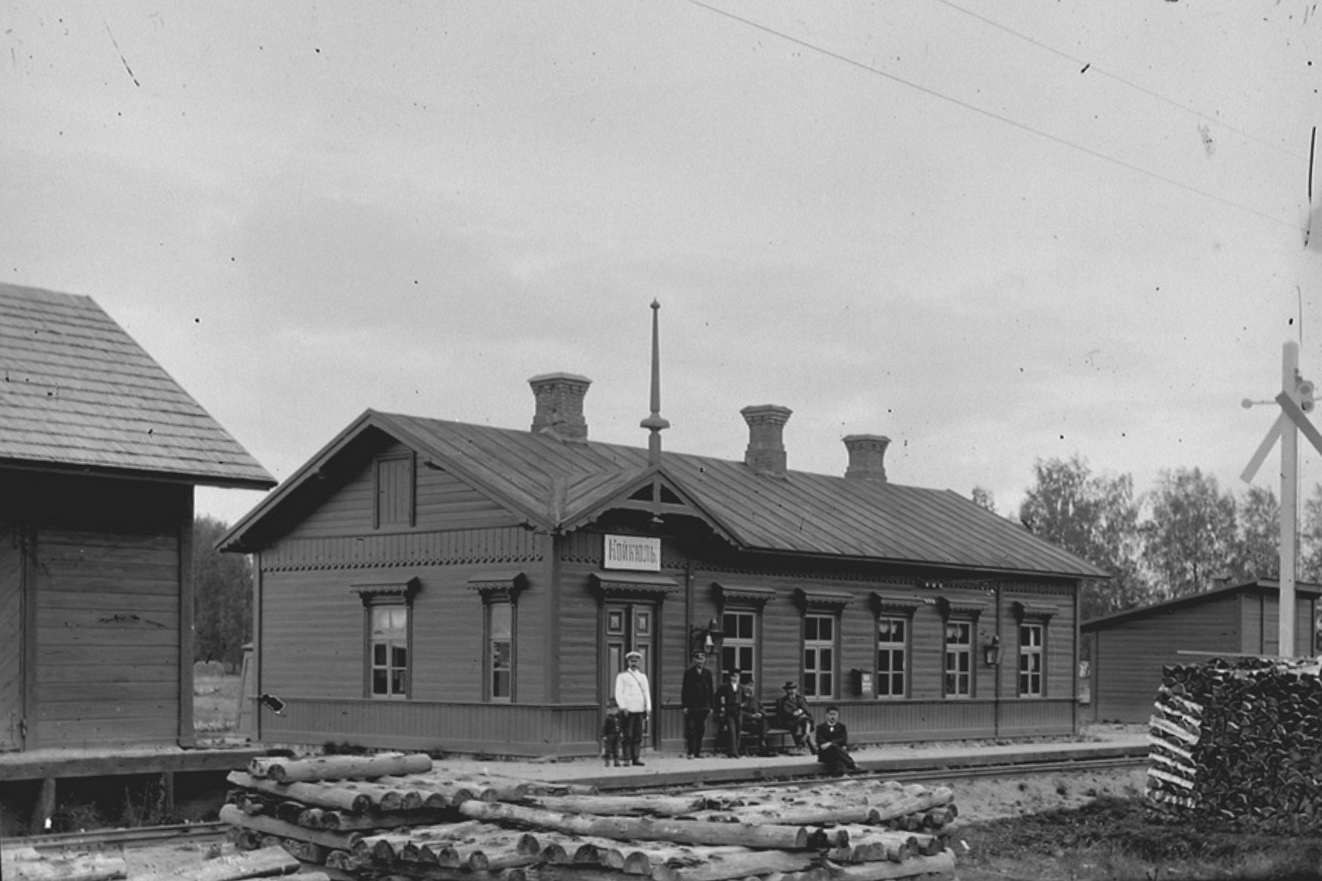
Железнодорожная станция Койккюла, 1910-1915 годы

В 1920-х годах, после национализации мызы Адзель-Койкюль (Койккюла), на её землях возникло поселение, которое в 1977 году получило статус деревни.
В 1922 году в господском особняке мызы была открыта библиотека.
Двухэтажный господский особняк мызы в стиле историзма был разрушен в ходе Второй мировой войны. От мызного комплекса сохранилось несколько хозяйственных построек, в их числе построенная в 18-м столетии лавка, и богатый различными видами деревьев парк. В нём встречаются пихта сибирская, лиственница европейская, гордовина обыкновенная, большие липы (охват 3,3 метра). Красивы здешние аллеи берёзы бородавчатой. Кленовая и лиственничная аллеи охраняются государством.
В 1977 году, в период кампании по укрупнению деревень, с Койккюла была объединена часть деревни Пюгери.
В годы советской власти Койккюла входила в состав Тахеваского сельсовета. Работали начальная школа-детсад и почтовое отделение (в настоящее время их нет). В деревне находился центр совхоза «Тахе». Его общий земельный фонд составлял 9,8 тысяч гектаров, в том числе сельскохозяйственных угодий (без приусадебных участков) 5,34 тысяч гектаров, средняя численность работников в 1978 году — 335 человек.

## Инфраструктура
В деревне есть уличное освещение. Работает продовольственный магазин. Системы центрального теплоснабжения, центрального водоснабжения и канализации отсутствуют.
Услуги медицинской помощи первого уровня, услуги врачей-специалистов и стационарное лечение предоставляет больница города Валга.
В здании бывшей школы-детсада работает Общинный центр Койккюла. В нем есть просторные помещения для проведения различных мероприятий, спортзал, столы для игр в настольный теннис, бильярд, корону, комната рукоделия, где имеются швейные, вышивальные и валяльные машинки и другой инвентарь. В том же здании работает библиотека — филиал Валгаской центральной библиотеки.

## Комментарии
1. ↑  Эстонские топонимы, оканчивающиеся на -а, не склоняются и не имеют женского рода (исключение — Нарва)[7].